# Мигівська сільська рада
Мигівська́ сільська́ ра́да — адміністративно-територіальна одиниця та орган місцевого самоврядування в Вижницькому районі Чернівецької області. Адміністративний центр — село Мигове.

## Загальні відомості
- Населення ради: 4 325 осіб (станом на 2001 рік)

## Населені пункти
Сільській раді підпорядковані населені пункти:
- с. Мигове
- с. Велике

## Склад ради
Рада складалася з 20 депутатів та голови.
- Голова ради: Іванчук Василь Георгійович
- Секретар ради: Гайдук Катерина Юріївна

### Керівний склад попередніх скликань
| Прізвище, ім'я, по батькові | Основні відомості                                                 | Дата обрання | Дата звільнення |
| --------------------------- | ----------------------------------------------------------------- | ------------ | --------------- |
| Іванчук Василь Георгійович  | Сільський голова, 1955 року народження, освіта вища, безпартійний | 26.03.2006   | 31.10.2010      |
| Іванчук Василь Георгійович  | Сільський голова, 1955 року народження, освіта вища, безпартійний | 31.10.2010   |                 |

Примітка: таблиця складена за даними сайту Верховної Ради України

### Депутати
За результатами місцевих виборів 2010 року депутатами ради стали:

#### За суб'єктами висування
| Суб'єкт висування                                       | Кількість обраних депутатів | %  |
| ------------------------------------------------------- | --------------------------- | -- |
| Самовисування                                           | 16                          | 80 |
| Політична партія Всеукраїнське об'єднання «Батьківщина» | 4                           | 20 |

#### За округами
| № округу                                                | Прізвище, ім'я, по батькові  | Дата визнання обраним | Освіта             | Партійна приналежність                        | Відомості про обраного депутата                                       |
| ------------------------------------------------------- | ---------------------------- | --------------------- | ------------------ | --------------------------------------------- | --------------------------------------------------------------------- |
| Політична партія Всеукраїнське об'єднання «Батьківщина» |                              |                       |                    |                                               |                                                                       |
| 1                                                       | Козубовський Степан Іванович | 01.11.2010            | середня            | член Всеукраїнського об'єднання «Батьківщина» | приватний підприємець                                                 |
| 10                                                      | Шутак Володимир Васильович   | 01.11.2010            | вища               | позапартійний                                 | пенсіонер                                                             |
| 13                                                      | Рощебак Дмитро Васильович    | 01.11.2010            | вища               | позапартійний                                 | Берегометське лісництво, майстер лісу                                 |
| 20                                                      | Гавриляк Василь Юрійович     | 01.11.2010            | вища               | позапартійний                                 | Мигівське лісництво, майстер лісу                                     |
| Самовисування                                           |                              |                       |                    |                                               |                                                                       |
| 2                                                       | Москалюк Галина Петрівна     | 01.11.2010            | вища               | позапартійна                                  | Мигівський сільський будинок народної творчості та дозвілля, директор |
| 3                                                       | Данко Дмитро Іванович        | 01.11.2010            | середня            | позапартійний                                 | тимчасово не працює                                                   |
| 4                                                       | Коваль Віталій Ілліч         | 14.11.2010            | середня            | позапартійний                                 | тимчасово не працює                                                   |
| 5                                                       | Лашкіба Михайло Іванович     | 01.11.2010            | вища               | позапартійний                                 | Мигівське лісництво, майстер лісу                                     |
| 6                                                       | Клапійчук Юрій Ілліч         | 01.11.2010            | вища               | позапартійний                                 | ПП «Пролиск ЛКБ», економіст                                           |
| 7                                                       | Ковальчук Тетяна Іллівна     | 01.11.2010            | вища               | позапартійна                                  | Мигівська загальноосвітня школа І-ІІІ ст., вчитель молодших класів    |
| 8                                                       | Токар Василина Василівна     | 01.11.2010            | вища               | позапартійна                                  | фельдшерсько-акушерський пункт с. Мигове-Горкут, завідувачка          |
| 9                                                       | Радул Анатолій Георгійович   | 01.11.2010            | вища               | позапартійний                                 | ВФСТ «Колос», інструктор по спорту                                    |
| 11                                                      | Шемберко Андрій Васильович   | 01.11.2010            | вища               | позапартійний                                 | приватний підприємець                                                 |
| 12                                                      | Швага Любов Миколаївна       | 01.11.2010            | середня спеціальна | позапартійна                                  | тимчасово не працює                                                   |
| 14                                                      | Микитюк Валентина Іллівна    | 01.11.2010            | вища               | позапартійна                                  | Чернівецька обласна клінічна лікарня, лікар-терапевт                  |
| 15                                                      | Думенко Іван Миколайович     | 01.11.2010            | середня спеціальна | позапартійний                                 | приватний підприємець                                                 |
| 16                                                      | Гайдук Катерина Юріївна      | 01.11.2010            | вища               | позапартійна                                  | Мигівська сільська рада, секретар                                     |
| 17                                                      | Шутак Марія Юріївна          | 01.11.2010            | вища               | позапартійна                                  | ПП «Пролиск ЛКБ», землевпорядник                                      |
| 18                                                      | Бойко Віталій Миколайович    | 01.11.2010            | середня            | позапартійний                                 | тимчасово не працює                                                   |
| 19                                                      | Колотило Віктор Васильович   | 01.11.2010            | середня спеціальна | позапартійний                                 | приватний підприємець                                                 |

## Населення
Згідно з переписом УРСР 1989 року чисельність наявного населення сільської ради становила 4248 осіб, з яких 2028 чоловіків та 2220 жінок.
За переписом населення України 2001 року в сільській раді мешкало 4305 осіб.

### Мова
Розподіл населення за рідною мовою за даними перепису 2001 року:
| Мова       | Відсоток |
| ---------- | -------- |
| українська | 99,28 %  |
| російська  | 0,55 %   |
| молдовська | 0,07 %   |
| румунська  | 0,07 %   |
| білоруська | 0,02 %   |